# Пешньовське сільське поселення
Пешньовське сільське поселення (рос. Пешнёвское сельское поселение) — муніципальне утворення у складі Казанського району Тюменської області, Росія.
Адміністративний центр — село Пешньово.

## Населення
Населення — 716 осіб (2020; 737 у 2018, 843 у 2010, 1026 у 2002).

## Склад
До складу поселення входять такі населені пункти:
| Населений пункт      | Населення, осіб (2002) | Населення, осіб (2010) |
| -------------------- | ---------------------- | ---------------------- |
| Копотілово, присілок | 451                    | 390                    |
| Пешньово, село       | 575                    | 453                    |